# توم إليوت (سياسي)
توم إليوت (بالإنجليزية: Tom Elliott)‏ هو فلاح وسياسي بريطاني، ولد في 11 ديسمبر 1963 في مقاطعة فيرماناغ في المملكة المتحدة. حزبياً، نشط في حزب ألستر الوحدوي.

## مناصب
- في انتخابات الجمعية التشريعية لأيرلندا الشمالية، 2003 [الإنجليزية]‏، انتخب عضو الجمعية التشريعية الثانية لأيرلندا الشمالية عن دائرة فيرماناغ وتيرون الجنوبية [الإنجليزية]‏ وقد انضم خلال فترته النيابية ‏ (26 نوفمبر 2003 – 30 يناير 2007)  للكتلة البرلمانية حزب ألستر الوحدوي.
- في انتخابات الجمعية التشريعية لأيرلندا الشمالية،  2007 [الإنجليزية]‏، انتخب عضو الجمعية التشريعية الثالثة لأيرلندا الشمالية عن دائرة فيرماناغ وتيرون الجنوبية [الإنجليزية]‏ وقد انضم خلال فترته النيابية ‏ (9 مارس 2007 – 24 مارس 2011)  للكتلة البرلمانية حزب ألستر الوحدوي.
- في انتخابات الجمعية التشريعية لأيرلندا الشمالية، 2011 [الإنجليزية]‏، انتخب عضو الجمعية التشريعية الرابعة لأيرلندا الشمالية ‏ عن دائرة فيرماناغ وتيرون الجنوبية [الإنجليزية]‏ وقد انضم خلال فترته النيابية ‏ (6 مايو 2011 – 29 يونيو 2015)  للكتلة البرلمانية حزب ألستر الوحدوي.
- في الانتخابات العامة في المملكة المتحدة 2015، انتخب عضو برلمان المملكة المتحدة الـ56 عن دائرة فيرماناغ وجنوب تيرون وقد انضم خلال فترته النيابية ‏ (8 مايو 2015 – 3 مايو 2017)  للكتلة البرلمانية حزب ألستر الوحدوي.
- انتخب زعيم حزب ألستر الوحدوي ‏.